# Mormuga uncifrons
Mormuga uncifrons is een hooiwagen uit de familie Assamiidae.